# 明珠卡
明珠卡，是中华人民共和国辽宁省大连市用于公共交通乘车的IC卡，由大连明珠公用卡股份有限公司于2001年发行。

## 历史
2000年3月，经大连市政府批准，大连明珠公用卡股份有限公司成立。
2001年7月15日，大连城市“一卡通”系统开始运行。
2016年12月末，大连明珠公用卡开始发行全国交通一卡通互联互通（即“交通联合”）卡片，暂只支持在开发区1路、开发区6路公交车上使用，其他线路的交通一卡通全国互联互通应用仍待进一步改造升级。
2018年5月18日，“大连明珠卡”APP开始上线试运行。
2018年7月1日，因未获得支付业务许可，明珠公用卡在非公共交通领域和场所的刷卡消费功能被停用。
2018年12月28日，大连市正式完成交通一卡通互联互通升级改造。持“交通联合”大连明珠公用卡以及异地交通部互联互通卡，可在全市公交、地铁共294条线路使用。

## 卡种
- 普通卡
  - 押金30元（退卡时可返还），首次办卡需最低充值20元。
  - 仅可在大连市公共交通领域使用。
- 交通部互联互通卡
  - 押金30元（退卡时可返还），首次办卡需最低充值20元。
  - 除可在大连市公共交通领域使用外，还可在全国其他加入“交通联合”的城市使用。
- 学生卡
- 老年卡
- 优待卡
- 集体卡
- 纪念卡

## 使用领域与优惠政策

### 公共交通
- 大连公交客运集团有限公司所有公交线路。用卡视线路不同享受9折至9.5折优惠。[6]
- 大连金普新区、旅顺口区、长海县公交线路。
- 大连地铁所有线路。用卡享受8折优惠。
- 大连市内部分出租汽车。用卡无优惠。[7]

### 商业
2018年7月1日前，大连明珠卡可在大商超市、爱纶蛋糕、好利来食品、快客连锁便利店、会有便利、益春堂药房、阳光大药房、大仁堂药房、华臣影业所属影院、中石化等商户进行小额支付付款。因未获得支付业务许可证，上述商户已于2018年7月1日起停用大连明珠卡消费业务。